# Federer–Morses sats
Federer–Morses sats är en sats inom topologi som säger att om f är en kontinuerlig transformation från ett kompakt metriskt rum X till ett kompakt metriskt rum Y finns det en Borel-delgrupp Z av X så att f:s restrktion till Z är en bijektion från Z till f(X).